# Bandeira da Austrália Ocidental
A bandeira da Austrália Ocidental consiste de um pavilhão azul adicionado ao emblema do estado. Adotada em 1953 para substituir um design semelhante usado na época em que o estado ainda era uma colônia britânica, tem sido a bandeira da Austrália Ocidental desde 3 de novembro daquele ano.
O desenho da bandeira atual implicava inverter a direção do cisne-negro de modo que ficasse voltado para a talha. Isso foi feito a fim de cumprir a convenção vexilológica. A bandeira da Austrália Ocidental é semelhante às bandeiras dos outros cinco estados da Austrália, que também são pavilhões azuis com seus respectivos emblemas de estado. Quando hasteado com essas bandeiras estaduais e a bandeira nacional, é o sexto na ordem de precedência. Isso é indicativo de sua posição sobre o brasão de armas da Austrália.

## História
O primeiro avistamento europeu confirmado da costa ocidental da Austrália foi feito pela Companhia Holandesa das Índias Orientais no início de 1600. Durante uma expedição em janeiro de 1697 ao que hoje é Cottesloe, Willem de Vlamingh observou cisnes-negros em habitação no estuário do rio que ali estava. Consequentemente, ele chamou este corpo de água de Rio Swan (Zwaanenrivier em neerlandês). No entanto, os neerlandeses abandonaram as aspirações de anexar a área, tendo discernido perspectivas ruins de comércio ou colonização. Posteriormente, os britânicos estabeleceram assentamentos no subúrbio de Fremantle, e Perth, em junho de 1829. Estes foram chamados coletivamente de Colônia do Rio Swan.
O cisne-negro logo se tornou o símbolo não oficial do território. Por exemplo, ele foi retratado em seu papel-moeda. Estas notas começaram a circular vários anos após o estabelecimento da colônia. A ave também apareceu no Swan River Guardian, o primeiro jornal do assentamento, bem como na edição inaugural do Western Australian Government Gazette. Ambos foram impressos pela primeira vez em 1836. Posteriormente, foi retratada nos primeiros selos postais emitidos pela colônia em 1854.

A bandeira usada de 1870 a 1953

Uma Ordem no Conselho foi promulgada em 17 de agosto de 1869, instruindo os governadores coloniais britânicos a hastear um pavilhão britânico desfigurado com o brasão ou emblema do território. Em 3 de janeiro do ano seguinte, Frederick Weld, o Governador da Austrália Ocidental, apresentou uma proposta de design do distintivo que representava um cisne-negro em um fundo amarelo. Seu raciocínio para este esboço foi que a colônia "em seu início era geralmente conhecida como a Colônia do Rio Swan, e o Cisne-Negro é representado em seu selo, e sempre foi considerado como seu emblema especial, ou cognição". O projeto foi confirmado oficialmente em um despacho com a data de 27 de novembro de 1875 por seu sucessor, William C. F. Robinson. Foi mantida como a bandeira do novo estado da Austrália Ocidental após a Federação da Austrália em 1901.
Representantes do College of Arms em Londres observaram em 1936 que a direção do cisne estava errada. A convenção vexilológica determina que todos os objetos em uma bandeira devem estar voltados para a talha, que é o "ponto de honra".  No entanto, nada foi feito para resolver essa irregularidade até a preparação para a visita real em 1954. A questão foi apresentada ao Parlamento da Austrália Ocidental e a direção do cisne foi corrigida em 3 de novembro de 1953.

## Desenho

### Descrição
A bandeira da Austrália Ocidental tem uma proporção de 1:2. O esquema de cores oficial, de acordo com o site do Governo da Austrália Ocidental, segue o sistema de cores Pantone conforme indicado abaixo. Os números das cores para os tons de preto e branco da bandeira não são especificados.
| Cor      | Pantone | Valores RGB | Hex     |
| -------- | ------- | ----------- | ------- |
| Azul     | 280     | 1-33-105    | #012169 |
| Vermelho | 185     | 228-0-43    | #E4002B |
| Amarelo  | 109     | 255-209-0   | #FFD100 |

### Simbolismo
As cores e símbolos da bandeira carregam significados culturais, políticos e regionais. O pavilhão azul é um símbolo conspícuo da Grã-Bretanha, a pátria mãe da Austrália. Consequentemente, é preservado nas bandeiras de todos os seis estados australianos, com seus emblemas na mosca sendo a única diferença entre eles. O cisne-negro alude ao próprio estado da Austrália Ocidental. É nativo do estado, e emprestou seu nome à Colônia do Rio Swan, o precursor da moderna Austrália Ocidental. Posteriormente, foi adotado como o emblema de pássaro do estado em 25 de julho de 1973. O cisne-negro passou a ser empregado como uma representação de "uma identidade nacionalista australiana contra o mestre imperialista inglês", segundo o autor Rodney James Giblett.

## Protocolo
Conselhos sobre etiqueta de bandeira são de responsabilidade do Departamento do Primeiro-Ministro e Gabinete do estado. Quando hasteada junto com a bandeira da Austrália e as outras bandeiras estaduais e territoriais, a bandeira da Austrália Ocidental é a sexta na ordem hierárquica (após a bandeira nacional e, em ordem decrescente de precedência, as bandeiras de Nova Gales do Sul, Vitória, Queensland e Austrália Meridional, ficando atrás apenas da bandeira da Tasmânia). Isso reflete a posição de seu emblema estadual no escudo do Brasão de armas da Commonwealth, onde aparece como o quinto quarter na segunda linha.
As diretrizes afirmam que a bandeira não deve tocar o solo, nem deve ser hasteada no mesmo mastro que exibe outra bandeira. Deve ser içada não antes da primeira luz e baixada até o crepúsculo, a menos que a bandeira seja iluminada à noite. A única exceção é se a bandeira do estado for hasteada a meio mastro, caso em que nunca deve ser hasteada durante a noite, independentemente de estar iluminada ou não. Não deve ser exibida de forma invertida, mesmo que seja para servir como um sinal de socorro.

## Variantes
| Variante | Uso                                                         |
| -------- | ----------------------------------------------------------- |
|          | Padrão do Governador da Austrália Ocidental                 |
|          | Bandeira proposta do "Domínio da Westralia" (1934)          |
|          | Proposta desenhada por Brendan Jones, o diretor da Ausflag. |